# Coleophora aurata
Coleophora aurata é uma espécie de mariposa do gênero Coleophora pertencente à família Coleophoridae.